# Canisteo (villa)
Canisteo es una villa ubicada en el pueblo de Canisteo, en el condado de Steuben en el estado estadounidense de Nueva York. En el año 2000 tenía una población de 2,336 habitantes y una densidad poblacional de 932.5 personas por km².

## Geografía
Canisteo se encuentra ubicada en las coordenadas 42°16′13″N 77°36′24″O / 42.27028, -77.60667.

## Demografía
Según la Oficina del Censo en 2000 los ingresos medios por hogar en la localidad eran de $32,269, y los ingresos medios por familia eran $42,560. Los hombres tenían unos ingresos medios de $31,129 frente a los $22,857 para las mujeres. La renta per cápita para la localidad era de $14,818. Alrededor del 10.6% de la población estaban por debajo del umbral de pobreza.

## Letrero vivo
Canisteo se distingue por ostentar el mayor letrero vivo del mundo. Hecho de 260 pinos en una colina visible desde la villa, indica el nombre de ésta. Su tamaño es casi 30 X 100 metros (90 x 300 pies).